# W44

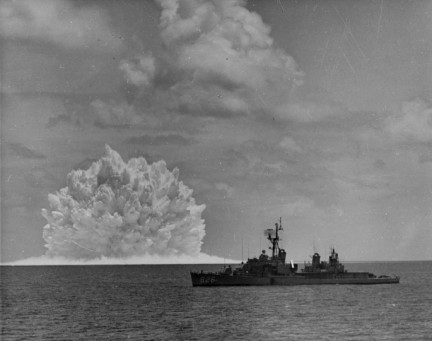
a W44 em um teste nuclear no ano de 1962

W44 foi uma linha de ogivas nucleares dos Estados Unidos, usadas no anti-ASROC tático sistema de mísseis submarinos. A W44 tinha dimensões básicas de 13,75 polegadas de diâmetro e 25,3 centímetros de comprimento, um peso de 170 quilos, e um rendimento de 10 quilotons.
A W44 estava em serviço de 1961 a 1989. Um total de 575 ogivas foram produzidas. O W44 teve provavelmente o mesmo fosso usado na bomba B43, W50, B57 e W59.